# Limburg an der Lahn
Limburg an der Lahn (Limburg a. d. Lahn) är stad i Hessen i Tyskland som ligger vid floden Lahn. Den har omkring 37 000 invånare. I staden finns en domkyrka uppe på en hög klippa, Limburger Dom, från 1200-talet. Den betraktas som ett av den tyska övergångsstilens mer betydande verk. Övergångsstil är en sen romansk stil med inslag av gotik.

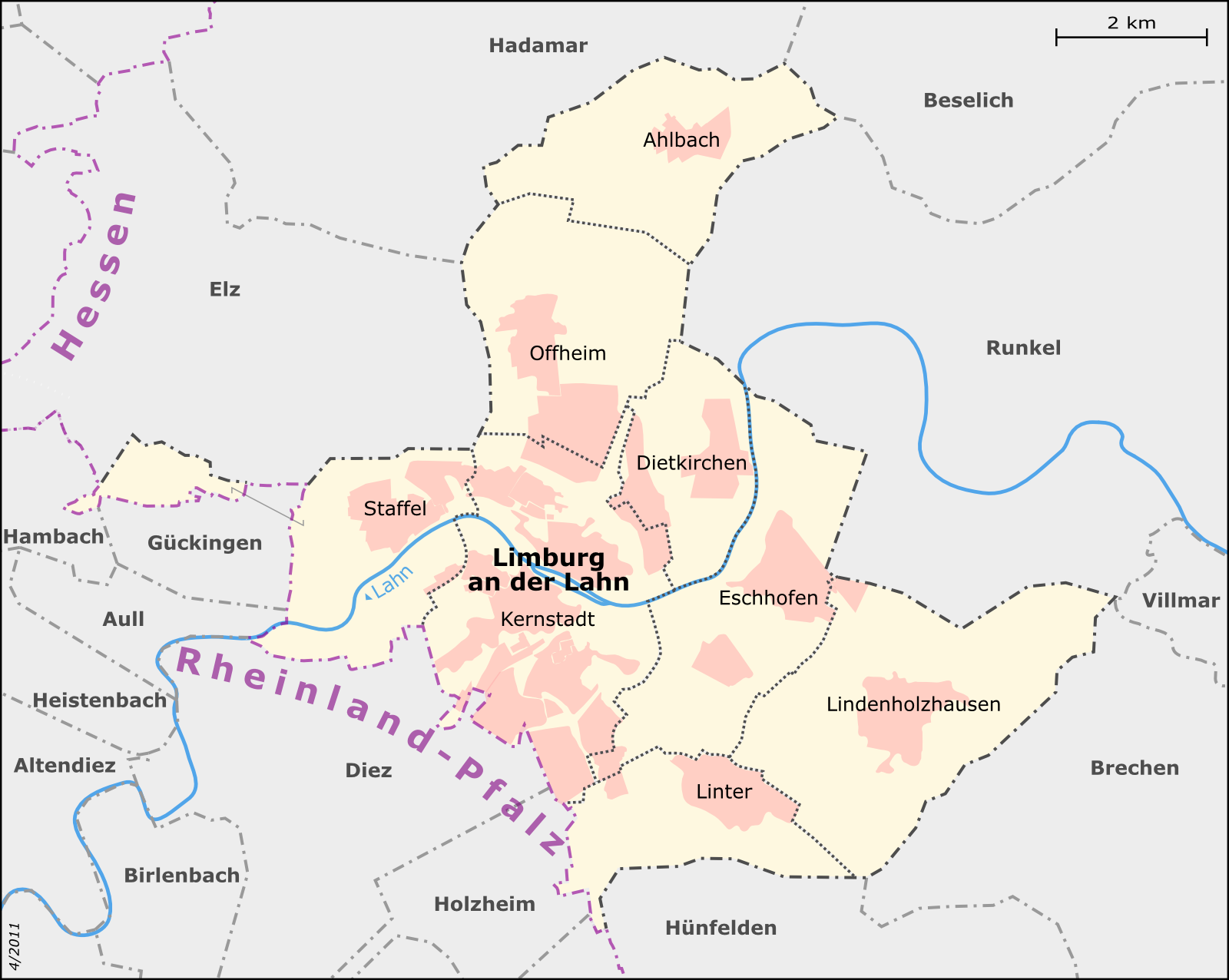
Limburgs distrikt